# Mayoritarismo
El mayoritarismo es una filosofía o agenda política tradicional que afirma que una mayoría (a veces categorizada por religión, idioma, clase social o algún otro factor de identificación) de la población tiene derecho a un cierto grado de primacía en la sociedad y tiene derecho a hacer decisiones que afectan a la sociedad. Esta visión tradicional ha sido objeto de críticas crecientes y las democracias han incluido cada vez más restricciones sobre lo que puede hacer la mayoría parlamentaria para proteger los derechos fundamentales de los ciudadanos.
No debe confundirse con el concepto de sistema electoral mayoritario, que es un sistema electoral simple que generalmente otorga una mayoría de escaños al partido con pluralidad de votos. Un parlamento elegido por este método puede denominarse parlamento mayoritario (por ejemplo, el Parlamento del Reino Unido y el Parlamento de la India).

## Conceptualización
Bajo una estructura política mayoritaria democrática, la mayoría no excluiría a ninguna minoría de la participación futura en el proceso democrático. A veces, sus oponentes se refieren peyorativamente al mayoritarismo como oclocracia o tiranía de la mayoría. El mayoritarismo suele ser referido como gobierno de la mayoría, que puede referirse a una clase mayoritaria que gobierna a una clase minoritaria, sin referirse al proceso de decisión llamado gobierno de la mayoría. Es una creencia que la comunidad mayoritaria debería poder gobernar un país de la forma que quiera.
Los defensores del mayoritarismo argumentan que la toma de decisiones por parte de la mayoría es algo intrínsecamente democrático, y que cualquier restricción a la toma de decisiones por mayoría es intrínsecamente antidemocrática. Si la democracia está restringida por una Constitución que no puede cambiarse por una decisión de mayoría simple, entonces la mayoría de ayer recibe más peso que la mayoría de hoy. Si está restringida por algún pequeño grupo, como aristócratas, jueces, sacerdotes, soldados o filósofos, entonces la sociedad se convierte en una oligarquía. La única restricción aceptable en un sistema mayoritario es que una mayoría actual no tiene derecho a evitar que surja una mayoría diferente en el futuro; esto podría suceder, por ejemplo, si una minoría persuade a la mayoría suficiente para cambiar su posición. En particular, una mayoría no puede excluir a una minoría de la participación futura en el proceso democrático. El mayoritarismo no prohíbe que los representantes tomen una decisión siempre y cuando esta decisión se tome mediante la regla de la mayoría, ya que puede ser alterada en cualquier momento por cualquier mayoría diferente que surja en el futuro.
Una crítica del mayoritarismo es que se puede demostrar que los sistemas sin requisitos de supermayoría para cambiar las reglas de votación probablemente sean inestables. Entre otras críticas al mayoritarismo está que la mayoría de las decisiones de hecho no se toman por regla de la mayoría, sino por pluralidad, a menos que el sistema de votación restrinja artificialmente candidatos u opciones a solo dos. A su vez, debido a la paradoja de Arrow, no es posible tener sistemas de votación preferencial con más de dos opciones que mantengan la adherencia tanto a ciertos criterios de "equidad" como a criterios racionales de toma de decisiones. El mayoritarismo a menudo se contrasta con el utilitarismo, que se puede lograr a través de los sistemas de votación valorativa y que evita la paradoja de Arrow.

## Tipos
El mayoritarismo, como concepto de gobierno, se ramifica en varias formas. La forma clásica incluye unicameralidad y un estado unitario.
El mayoritarismo calificado es una forma más inclusiva, con grados de descentralización y federalismo.
El mayoritarismo integrador incorpora varias instituciones para preservar los grupos minoritarios y fomentar partidos políticos moderados.

## Historia y legado
Hay relativamente pocos casos de gobierno mayoritario a gran escala en la historia registrada, sobre todo el sistema mayoritario de la democracia ateniense y otras ciudades-estado de la antigua Grecia. Sin embargo, algunos argumentan que ninguna de esas ciudades-estado griegas era realmente un gobierno mayoritario, particularmente debido a la exclusión de las mujeres, de los no propietarios de tierras y de los esclavos de los procesos de toma de decisiones. La mayoría de los filósofos antiguos se opusieron firmemente al mayoritarismo, porque las decisiones basadas en la voluntad de las masas sin educación ni información no son necesariamente sabias o justas. Platón es un excelente ejemplo con su República, que describe un modelo social basado en una estructura de clases tripartita.
El antropólogo anarquista David Graeber ofrece una razón de por qué el gobierno democrático mayoritario es tan escaso en el registro histórico. «La democracia mayoritaria, podríamos decir, sólo puede surgir cuando coinciden dos factores: 1. un sentimiento de que las personas deben tener la misma voz en la toma de decisiones de grupo, y 2. un aparato coercitivo capaz de hacer cumplir esas decisiones». Graeber sostiene que esos dos factores casi nunca se cumplen: «Donde existen sociedades igualitarias, también se suele considerar incorrecto imponer una coerción sistemática. Donde sí existía una maquinaria de coerción, a quienes la manejaban ni siquiera se les ocurrió que estaban imponiendo algún tipo de voluntad popular».
El mayoritarismo (como teoría), similar a la democracia, ha sido utilizado a menudo como un pretexto por minorías importantes o agresivas para oprimir políticamente a otras minorías más pequeñas (o cívicamente inactivas), o incluso a veces a una mayoría cívicamente inactiva (véase la referencia de Richard Nixon a la «mayoría silenciosa» que afirmó apoyaba sus políticas).
Esta agenda se encuentra con mayor frecuencia en el ámbito de la religión: esencialmente en todas las naciones occidentales, por ejemplo, el día de Navidad (y en algunos países, también otras fechas importantes en el calendario cristiano) se reconocen como feriados legales; además, una denominación en particular puede ser designada como religión del Estado y recibir respaldo financiero del gobierno (los ejemplos incluyen la iglesia de Inglaterra en ese país y la iglesia luterana en los países escandinavos). Prácticamente todos los países también tienen uno o más idiomas oficiales, a menudo con la exclusión de algún grupo o grupos minoritarios dentro de ese país que no hablan el idioma o los idiomas designados. En la mayoría de los casos, esas decisiones no se han tomado mediante un referéndum mayoritario, e incluso en el raro caso de que se haya recurrido a un referéndum, no se permite que surja una nueva mayoría en ningún momento y lo derogue.